# Alfred Gong
Alfred Gong (născut Alfred Liquornik, nume purtat oficial până în 1957) (n. 14 august 1920, Cernăuți, România – d. 18 octombrie 1981, New York, SUA) a fost un poet, scriitor, critic literar și jurnalist austriaco - american de limba germană, evreu originar din Bucovina.

## Tinerețea
Alfred Liquornik a fost primul copil al soților Moritz și Sali Liquornik născută Sternberg. După doi ani s-a născut și sora sa, Herta. Familia sa făcea parte din populația evreiască germanofonă din Bucovina și trăia modest din veniturile unei mici afaceri cu vopsele.
În anii de gimnaziu, Alfred Liquornik a fost o vreme coleg cu Paul Antschel (Paul Celan) și Immanuel Weißglas. Ca și ei, a început să scrie versuri încă elev fiind. În 1939 și-a dat bacalaureatul, după care a urmat două semestre la Facultatea de Filologie-Filozofie a Universității din Cernăuți.
În anii 1940/41, după anexarea Bucovinei de către Uniunea Sovietică, a fost cadru didactic la țară, scăpând astfel de deportarea în Siberia. În schimb, sora sa și părinții săi, considerați „burghezi”, au fost deportați în Siberia, unde tatăl său a murit în prima iarnă.
După ce Bucovina a fost ocupată de trupele germane și românești, în iulie 1941, Alfred Liquornik a fost urmărit pentru că era evreu. Din august 1941 a fost obligat să poarte Steaua lui David galbenă, iar din octombrie 1941 a fost închis în ghetoul înființat la Cernăuți. Se presupune că a fost deportat în Transnistria, și închis în ghetoul de la Mogilev-Podolsk, de unde a reușit să fugă, cu ajutorul unui ofițer din Wehrmacht, și s-a întors în Bucovina. De teamă să nu fie descoperit, s-a ascuns o vreme prin sate, iar prin 1943 a ajuns la București. Aici și-a câștigat existența scriind critică de teatru și film pentru ziarul de limbă română „Capitala”. La sfârșitul anului 1946, Alfred a reușit să se refugieze la Viena, trecând prin Budapesta..
După alte surse, Alfred Liquornik a scăpat din deportarea în Transnistria prezentându-se ca fiind corespondent sub pseudonim la un ziar de cinema din capitală.

## Anii petrecuți în Austria
În 1946 a emigrat la Viena, unde a împărtășit și el soarta colegilor de generație: aproape necunoscut în România, dar primit cu brațele deschise de către nemți.
În timp ce își continua studiile la Universitatea din Viena, în primăvara anului 1948 s-a reîntâlnit cu Paul Celan. Cu această ocazie, la rugămintea lui Alfred Liquornik, Celan a făcut o serie de propuneri de corectură pentru un teanc de manuscrise cu poezii scrise de Alfred Liquornik între 1941 și 1945. Cu excepția unei prime cărți poștale ilustrate pe care i-a trimis-o Celan din Paris, nu există vreun alt înscris care să dovedească continuarea contactelor între cei doi poeți.
Începând cu 1949, Alfred Liquornik a fost primit în cercul de poeți care gravita la Viena în jurul lui Hermann Hakel și a lui Rudolf Felmayer, care sprijineau tinerii poeți și le dădeau posibilitatea să-și publice primul volum. Astfel, din același an poezii ale lui Alfred Liquornik au fost recitate în cercuri literare, din 1951 și în emisiuni de radio, pentru ca din februarie 1951 să fie publicate și în ziare, reviste și antologii din Austria.

## Anii petrecuți în SUA
Cetățenia lui Alfred Liquornik, născut în România, era încă nelămurită, deoarece el excludea cu hotărâre o întoarcere în Cernăuți, aflat de acum în compunerea URSS. Prin urmare, în 1950 Alfred Liquornik a obținut statutul de „Displaced Person” și a trebuit să aleagă între a se muta în Australia, Canada sau SUA. Alfred Liquornik a ales SUA, unde, după scurte șederi în Salzburg și Bremerhaven, a ajuns în octombrie 1951.
După câteva săptămâni petrecute la New York, s-a mutat în Richmond, Virginia, de unde, după circa un an, a revenit definitiv la New York City. Aici a locuit din 1952 în camere mobilate, în special în Manhattan, dar și în Brooklyn Heights. A început să-și câștige pâinea ca muncitor în fabrică.
Din 1954 a ținut serie de prelegeri și ședințe de lectură cu public, publicând în același timp în, special poezie, în ziare și reviste din Austria și Germania.
În mai 1957 a primit cetățenia americană, ocazie cu care și-a schimbat oficial numele din Alfred Liquornik în Alfred Gong. În același an s-a căsătorit cu Norma Righetto, care emigrase din Elveția. Cuplul nu a avut copii.
Tot în 1957, pe când lucra ca angajat într-un birou al DAMC, în cartierul Wall Street, căsătorit fiind, Alfred Gong s-a mutat în prima locuință mai acătării, și anume într-un apartament de pe strada 57, aproape de redacția publicației „Aufbau”, în care edita articole. A publicat proză și poezie în cele două publicații de limbă germană ce apăreau în New York, „Aufbau” și „Staats-Zeitung und Herold”. În anii 1964-1966 a fost consultant și critic literar al revistei de limbă engleză „American German Review”.
În această perioadă, Alfred Gong a cunoscut-o pe Rose Ausländer, cu care a avut contacte strânse din 1961 până în 1967, la stabilirea ei definitivă în Germania, la Düsseldorf.
După ce în 1966 s-a mutat din Manhattan în imediata apropiere de „Bronx State Hospital”, un spital de boli psihice, la care, prin intermediul unui prieten venit și el din Cernăuți, găsise un post de bibliotecar, Alfred Gong s-a retras de pe scena literară din New York, și a început să trăiască tot mai izolat. Intenția de a se întoarce în Europa nu i-a reușit. La mijlocul anilor '70 a renunțat complet la scris, boala i s-a agravat, s-a resemnat și a devenit tot mai scârbit de viață.
Ultimele sale bucurii în viață au fost primirea sa în rândul membrilor P.E.N. Club din Austria și apariția ultimului său volum de versuri Gnadenfrist, la Baden bei Wien, în 1980. Bolnav de cancer, sub îngrijirea devotată a soției sale, Alfred Gong s-a stins din viață în New York City, însingurat, la vârsta de 61 de ani.

## Moștenirea literară
La dorința văduvei sale, cea mai mare parte a documentelor rămase de la Alfred Gong au fost preluate în 1983 de arhiva „University of Cincinnati”..

## Scrieri

### Volume de autor
- Gras und Omega – versuri, Editura Lambert Schneider, Heidelberg, 1960, reeditare la Editura Rimbaud, Aachen 1997, ISBN 3-89086-967-X
- Manifest Alpha– versuri, (editor Rudolf Felmayer, Editura Bergland-Verlag, Viena 1961, reeditare la Editura Rimbaud, Aachen 2001, ISBN 3-89086-735-9.
- Interview mit Amerika. Fünfzig deutschsprachige Autoren in der neuen Welt (Antologie: Interviu cu America. Cincizeci de autori de limbă germană din Lumea Nouă), Editura Nymphenburger, München, 1962
- Happening in der Park Avenue. New Yorker Geschichten (proză), Editura Piper, München, 1969 (volum care nu a avut succesul scontat de Gong)
- Alfred Gong, Early Poems - A Selection from the Years 1941-1945, Editura Camden House, 1987, ISBN 9780938100591
- Gnadenfrist. Gedichte, 64 pagini, (1980), reeditare la Editura Rimbaud, Aachen 2006, ISBN 3-89086-733-2.
- Israels letzter Psalm. Gedichte.  (Texte aus der Bukowina), 92 pagini, Editura Rimbaud, Aachen, 1995, ISBN 3890869297; ISBN 978-3890869292
- Too-Late, Too-Early : Selected Poems; University of Cincinnati, Dept. of Germanic Languages and Literatures, Max Kade German Center, 2000
- Der letzte Diktator, Editura: Rimbaud Verlagsges mbH, noiembrie 2012, ISBN 3890864481

### În antologii
- Gods and Mortals (2001)